# Ćeklići
Ćeklići su staro crnogorsko pleme koje se nalazi u Katunskoj nahiji i sačinjeno je od 9 sela. Celo područje naseljeno Ćeklićima je zaštićeno visokim planinama, što je pogodovalo održavanju i stvaranju plemenske zajednice, te unutrašnjih međusobnih veza.

## Bratstva
Glavno plemensko središte bilo je selo Kućišta, gde se pleme i okupljalo (Zborna Glavica).
Ostala sela su: Vuči Do, čiji su stanovnici pripadnici Bratstva  Vučedoljani; Krajni-Do, južno od Kućišta; Vojkovići, naseljeno bratstvom Marojevići; Milijevići, isto bratstvo kao i u Vojkovićima; Petrov-Do, najjužnije je naselje plemena naseljeno bratstvima Domazetovići i Kaluđerovići takođe i Mirkovići.; Ubao s bratstvima Dragutinovići, Vujovići i Vujoševići; Dragomi-Do s bratstvom Pavićevići. Poslednje naselje, tačnije manja oblast koja se sastoji od više sela, je Jezer, najveće je Jasikovica, a stanovništvo pripada bratstvima Jovanovići, Pajovići, Radulovići i Nikčevići.
Sva ova bratstva plemena Ćeklića, kao i kod ostalih crnogorskih plemena, dele se na više porodica.
Sela Ćeklića obično se nalaze po dolovima, po kojima i dobijaju imena. Poljoprivreda i uzgoj stoke su im glavne preokupacije.

## Poznati Ćeklići
- Anto Gvozdenović
- Miroslav Vicković
- Đuro Matanović
- Dragan Radulović
- Miodrag Gvozdenović